# If You Miss 'Im...I Got 'Im
If You Miss 'Im…I Got 'Im — студійний альбом американського блюзового музиканта Джона Лі Гукера за участі Ерла Гукера (свого кузена), випущений у 1969 році лейблом BluesWay.

## Опис
Сесія звукозапису проходила 29 травня 1969 року на студії Vault Recording Studio в Лос-Анджелесі (Каліфорнія). У записі взяли участь: Джон Лі Гукер — вокал і гітара, Ерл Гукер — гітара (окрім A4, B4), Пол Есбелл — гітара (A4, B4), Джонні «Біг Маус» Вокер — фортепіано і орган, Честер Скеггс — бас, Джеффрі Карп — губна гармоніка, Рузвельт Шоу — ударні.
Альбом складається з 9 композицій, що тривають близько 46 хв.

## Список композицій
1. «The Hookers (If You Miss 'Im… I Got 'Im)» (Джон Лі Гукер) — 4:44
2. «Baby, I Love You» (Джон Лі Гукер) — 4:11
3. «Lonesome Mood» (Джон Лі Гукер) — 5:15
4. «Bang, Bang, Bang, Bang» (Джон Лі Гукер) — 4:47
5. «If You Take Care of Me, I'll Take Care of You» (Джон Лі Гукер) — 3:38
6. «Baby, Be Strong» (Джон Лі Гукер) — 5:07
7. «I Wanna Be Your Puppy, Baby» (Джон Лі Гукер) — 8:14
8. «I Don't Care When You Go» (Джон Лі Гукер) — 2:39
9. «Have Mercy on My Soul!» (Джон Лі Гукер) — 7:55

## Учасники запису
- Джон Лі Гукер — вокал, гітара
- Ерл Гукер — гітара (окрім A4, B4)
- Пол Есбелл — гітара (A4, B4)
- Джонні «Біг Маус» Вокер — фортепіано, орган
- Честер Скеггс — бас
- Джеффрі Карп — губна гармоніка
- Рузвельт Шоу — ударні

Технічний персонал
- Ед Мішель — продюсер
- Ед Фурньє — інженер звукозапису